# Gonnostramatza
Gonnostramatza (sardinsky: Gonnostramàtza) je italská obec (comune) v provincii Oristano v regionu Sardinie. Nachází se ve výšce 104 metrů nad mořem a má 808 obyvatel. Rozloha obce je 17,64 km².